# Picea torano
Picea torano là một loài thực vật hạt trần trong họ Thông. Loài này được (Siebold ex K.Koch) Koehne miêu tả khoa học đầu tiên năm 1893.